# Лепистё, Сами
Сами Ле́пистё (фин. Sami Lepistö; род. 17 октября 1984, Эспоо, Уусимаа) — бывший финский хоккеист, защитник. Чемпион мира 2011 года в составе сборной Финляндии.

## Карьера
Профессиональную карьеру начал в сезоне 2003/04 в составе финского клуба «Йокерит», выступающего в СМ-Лиге. В своем дебютном сезоне набрал 7 (3 + 4) очков в 53-х играх регулярного сезона и 1 (0 + 1) в 8-и играх плей-офф. В этом же сезоне принял участие в Молодёжном чемпионате мира, в 7 играх которого набрал 8 (4 + 4) очков и 10 штрафных минут. В 2010-м стал бронзовым призёром Олимпийских Игр.
4 июня 2012 года было объявлено о подписании игроком однолетнего соглашения с ярославским «Локомотивом», выступающим в КХЛ. В составе нового клуба показал довольно слабые результаты. В 26 играх регулярного сезона набрал 3 (0 + 3) очка, 30 штрафных минут и отрицательный показатель полезности (-2) и не оправдал возложенных на него надежд. 26 декабря 2012 года игрок и хоккейный клуб «Локомотивом» расторгли контракт по обоюдному согласию.
1 мая 2015 года перешёл в уфимский «Салават Юлаев», контракт рассчитан на один год. Сезон 2015/2016 стал для хоккеиста лучшим в КХЛ: набрав 30 очков он расположился на 9 месте в списке бомбардиров-защитников и на 4 месте в списке снайперов. 15 апреля 2016 года было объявлено, что Сами продлил контракт на один год.
22 мая 2017 года защитник подписал контракт с финским «Йокеритом». В свой первый сезон после возвращения Леписто набрал 29 очков (7+22) в 56 матчах, добавив 7 результативных передач в 11 матчах в Кубке Гагарина. 13 апреля 2018 года «Йокерит» воспользовался опцией контракта и автоматически продлил соглашение на один год. 5 июня 2019 года продлил контракт с «Йокеритом» еще на 2 года.
1 августа 2023 года защитник завершил карьеру из-за проблем с сердцем.

## Статистика
| Легенда | Легенда                    | Легенда | Легенда                   | Легенда | Легенда    |
| ------- | -------------------------- | ------- | ------------------------- | ------- | ---------- |
| И       | Количество проведённых игр | Штр     | Штрафное время            | +/−     | Плюс-минус |
| Г       | Голы                       | П       | Голевые передачи          | О       | Очки       |
| -       | Статистика неизвестна      | —       | Статистика не учитывалась |         |            |